# Molina di Ledro
Molina di Ledro ist eine Fraktion der italienischen Gemeinde (comune) Ledro in der Provinz Trient, Region Trentino-Südtirol.

## Lage
Der Ort liegt im Ledrotal etwa 33 km südwestlich von Trient auf 638 m s.l.m. an einer Seitenmoräne des Etschgletschers. Durch Molina fließt der Torrente Ponale, der den Abfluss des am östlichen Ortsrand  gelegenen Ledrosees bildet.

## Geschichte

Ehemaliges Gemeindewappen

Molina di Ledro hat sich nach einem Referendum am 30. November 2008 mit dem 1. Januar 2010 mit den Gemeinden Bezzecca, Concei, Pieve di Ledro, Tiarno di Sopra und Tiarno di Sotto zur  Gemeinde Ledro zusammengeschlossen. Vor der Eingemeindung hatte Molina di Ledro 1561 Einwohner. Zum Gemeindegebiet gehörten die Fraktionen Biacesa, Legos und Prè sowie zwischen 1928 und 1955 Mezzolago und Pregasina.

## Söhne und Töchter des Ortes
Aus Molina di Ledro stammte der Dichter Andrea Maffei (1798–1885).

## Gemeindeverwaltung
Letzter Bürgermeister von Molina di Ledro war Franco Brighenti von der Lista Civica. Im Mai 2010 wurde zusammen mit dem Gemeinderat und Bürgermeister von Ledro ein Fraktionsvorsteher (Prosindaco) für Molina di Ledro gewählt.

## Sehenswürdigkeiten
Bei Molina di Ledro liegt am Ufer des Ledrosees das Pfahlbaumuseum Ledrosee (italienisch Museo delle palafitte del Lago di Ledro). Die Pfahlbauten am Ledrosee gehören zu den 2011 ins UNESCO-Welterbe aufgenommenen Prähistorischen Pfahlbauten um die Alpen

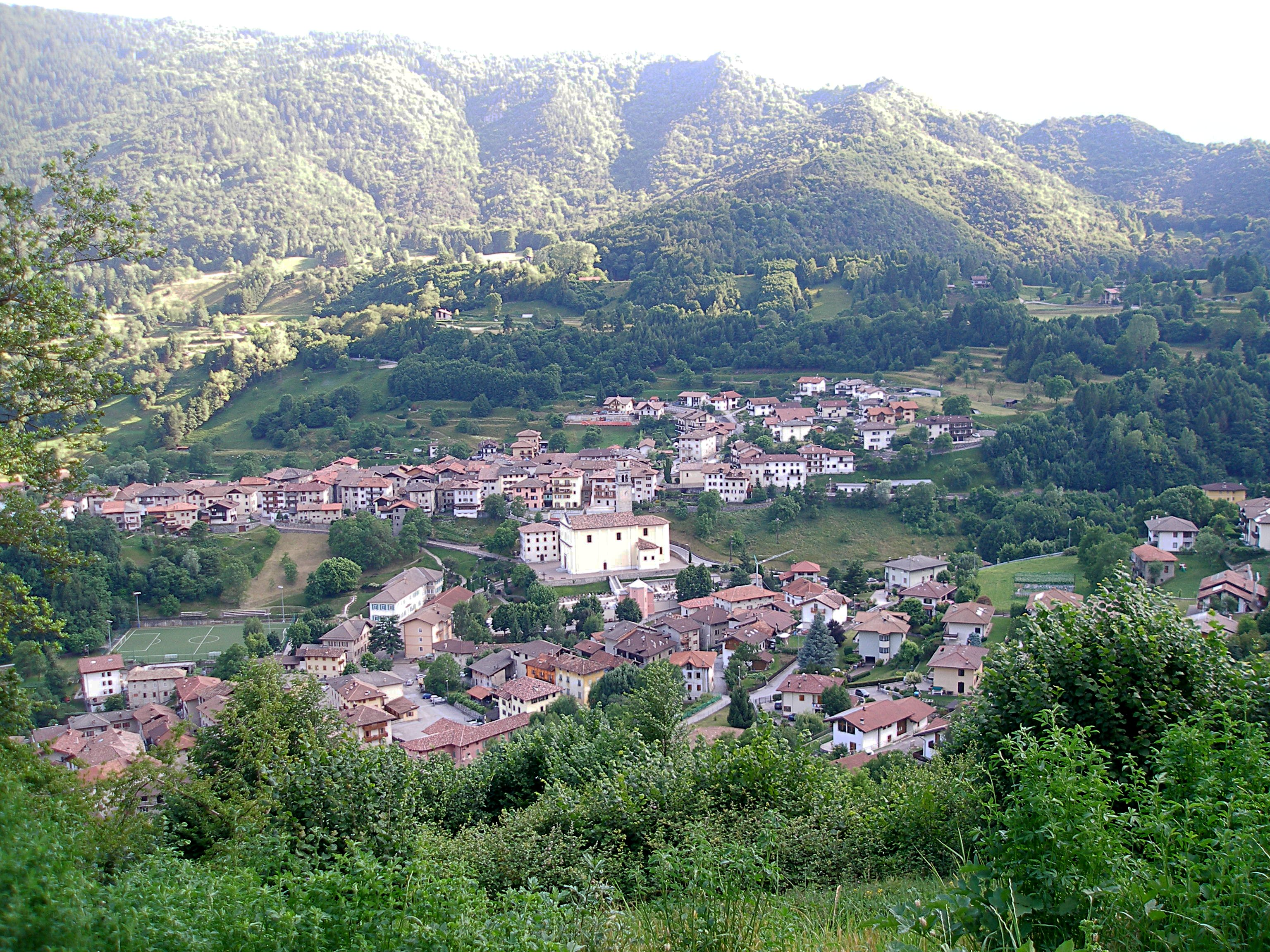
Molina und Legos
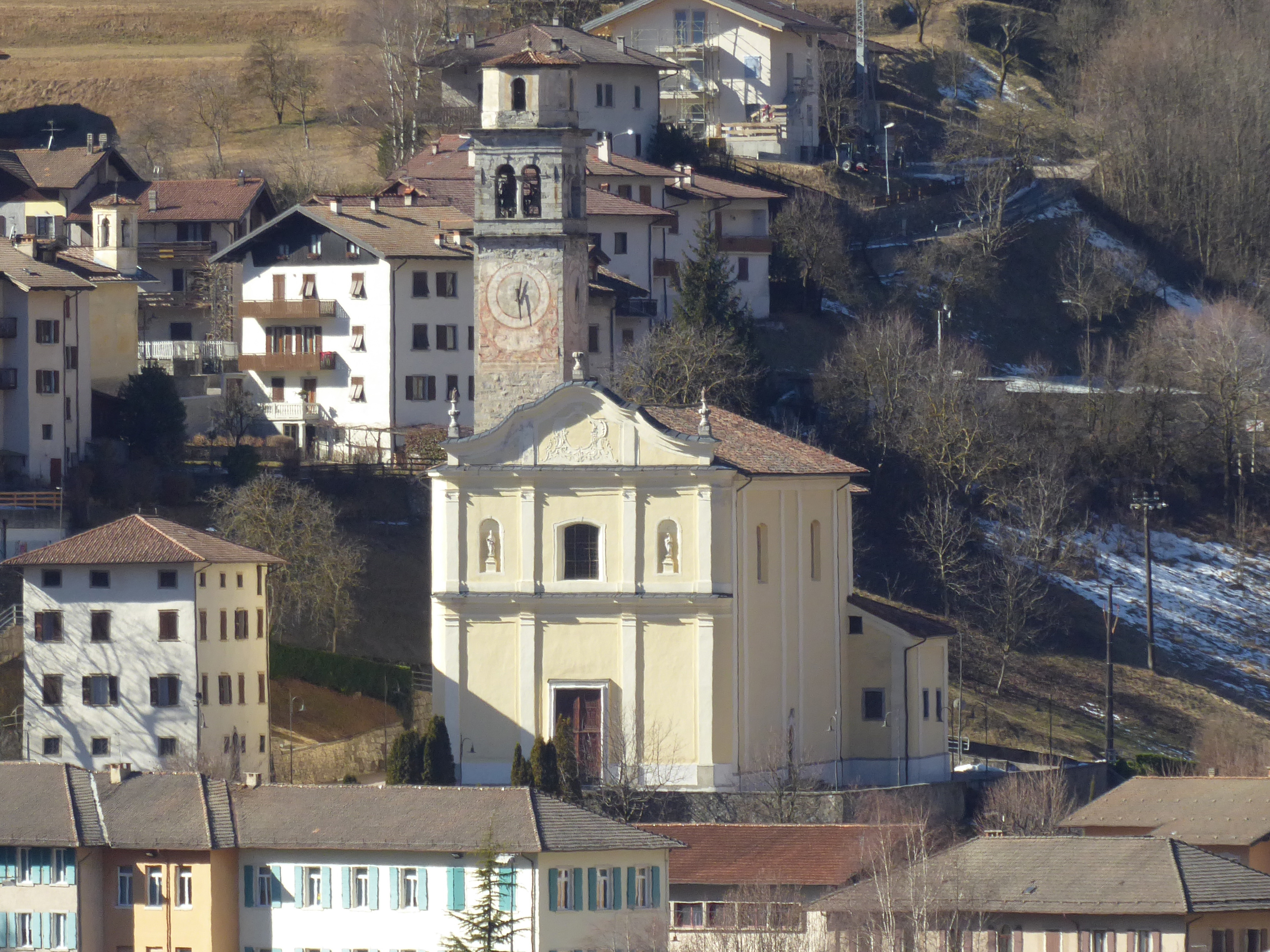
Pfarrkirche San Vigilio
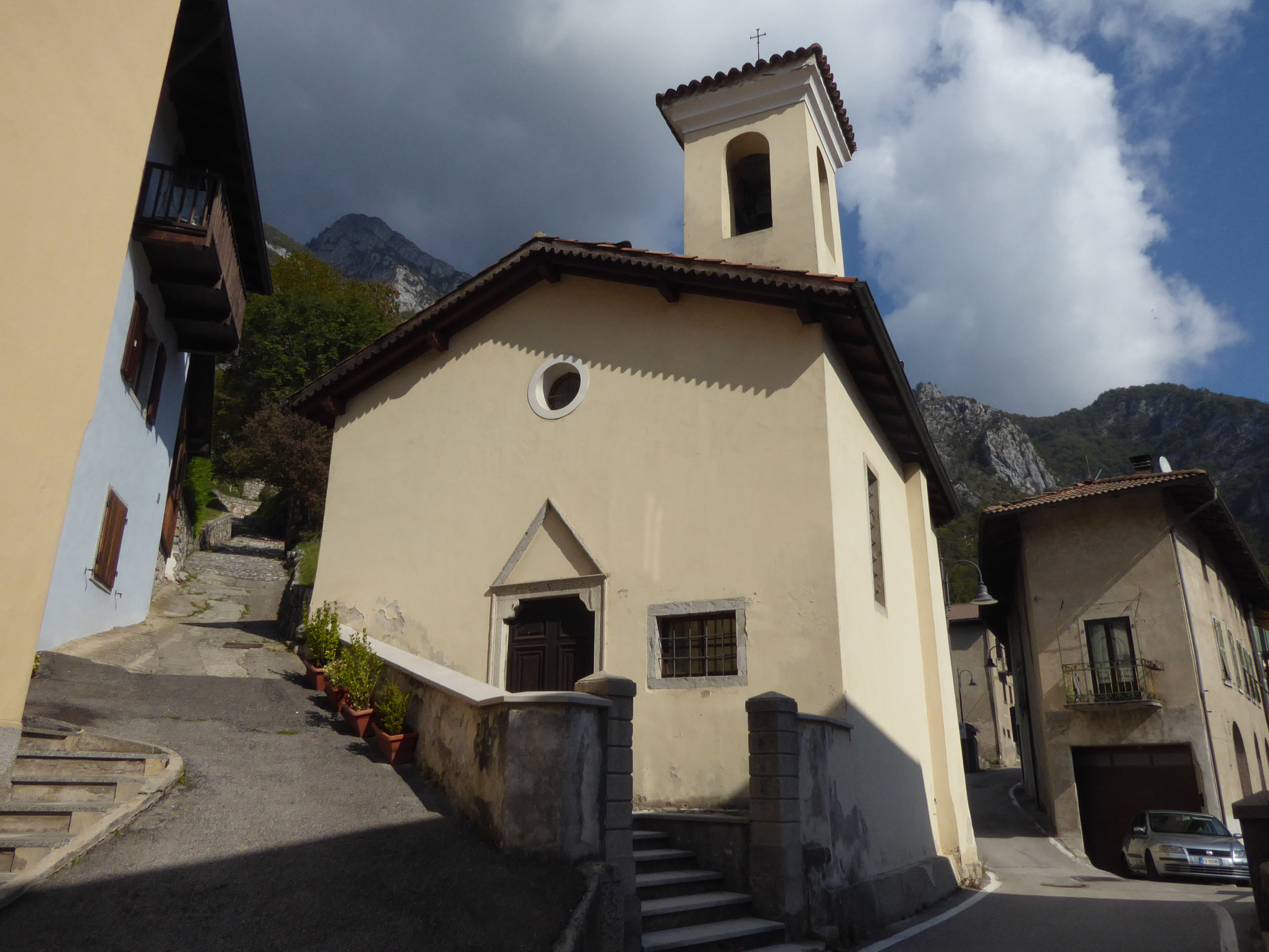
Kirche San Francesco da Paola
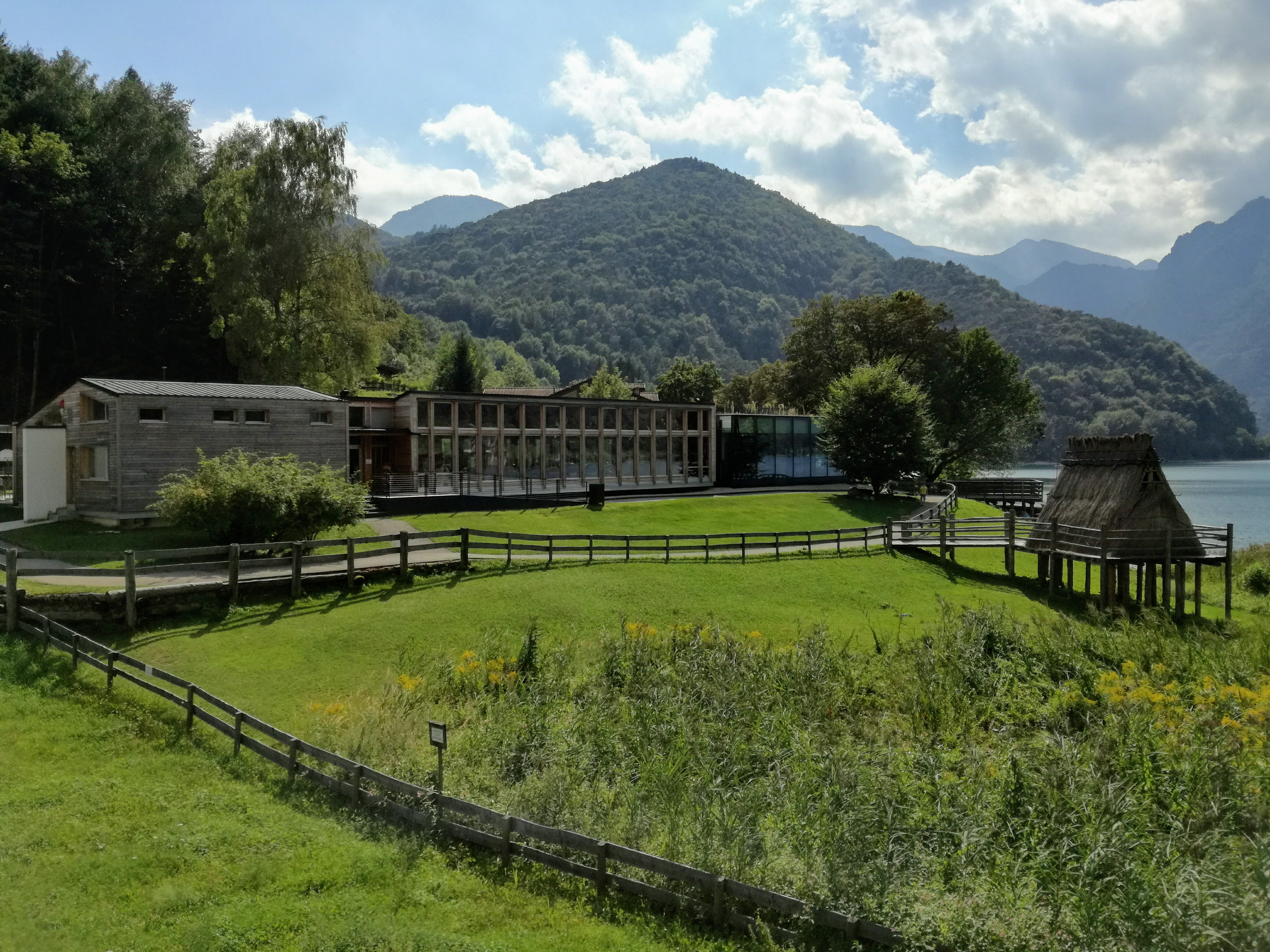
Pfahlbaumuseum Ledrosee